# Estación Coronel Aguirre
Coronel Aguirre es una estación ferroviaria ubicada en la localidad de Villa Gobernador Gálvez, en el Departamento Rosario en la provincia de Santa Fe, Argentina.

## Servicios
La estación corresponde al Ferrocarril General Bartolomé Mitre de la red ferroviaria argentina.
Se encuentra actualmente sin operaciones de pasajeros, sin embargo por sus vías transitan los servicios Retiro-Rosario/Córdoba/Tucumán de la empresa estatal Trenes Argentinos Operaciones, aunque no hacen parada en esta.